# Helmut Wittmann
Helmut Wittmann (* 12. März 1959 in Wels) ist ein österreichischer Erzähler.

## Leben
Helmut Wittmann übte nach dem Besuch des Stiftsgymnasiums Kremsmünster und Abschluss der Handelsschule in Gmunden Tätigkeiten als Schlosssekretär, staatlich geprüfter Filmvorführer, Ausstellungsbetreuer, Spieleerfinder, Landarbeiter, Konzeptionist und Texter im Direktmarketing aus. Er lebt mit seiner Frau Ursula und seinen vier Töchtern und einem Sohn in Grünau im Almtal.
1987 war er Mitorganisator des internationalen Märchenfestivals SAGA 87 in der oberösterreichischen Region Pyhrn-Eisenwurzen und absolvierte erste Auftritte als Märchenerzähler. Seit 1990 ist er hauptberuflich als Märchenerzähler tätig.

## Künstlerisches Schaffen
Wittmann beschäftigt sich mit den Überlieferungen von Erzählungen aus dem europäischen Osten und der orientalischen Sufi-Tradition. Ein Schwerpunkt seiner Tätigkeit sind die alpenländischen Volks- und Zaubermärchen.
Zitat: „Durch die tief in uns verwurzelten Symbole und Archetypen sprechen die Erzählungen aus unserem eigenen Kulturkreis am unmittelbarsten zu uns. Leider sind aber gerade diese alpenländischen Volksmärchen so gut wie vergessen. – Beim Erzählen selbst geht es nicht darum, nostalgische Geschichten zu erzählen, sondern durch die Kraft der inneren Bilder fantasievolle Anregungen fürs schöpferische Denken und für ein glückliches Leben zu geben.“
An der Neubelebung der Erzähltradition arbeitet Helmut Wittmann mit Märchenabenden, Erzählnachmittagen, Märchen-Diners, Sagenwanderungen, Seminaren in der Erwachsenenbildung und Erzählstunden und Referaten an Schulen. Zusammen mit Mehmet Dalkılıç (Türkei), Helena Svobodová (Böhmen), Aneta Marie Pichler (Russland), Lea Zukić (Bosnien), Jasmina Maksimović (Serbien) und Evelyn Mair (Italien) erarbeitete er eine Reihe zweisprachiger Programme. Erzählt wird dabei im lebendigen zweisprachigen Dialog.
Neu ist seit dem Frühjahr 2023 das kasachisch~österreichische Erzählprogramm gemeinsam mit Meimankhan Beken (Kasachstan).
Seit 1994 gestaltet er im ORF – Radio Oberösterreich und Radio Salzburg – die monatliche sagen-hafte Stunde in „Bei uns dahoam“. 2004 schrieb er für das Sagical Alba das Libretto. Dieses Musical rund um eine alte Sage wurde im Sommer 2004 aufgeführt.
Im Frühjahr 2010 wurde auf seinen Antrag hin das Märchenerzählen in Österreich von der UNESCO in das Verzeichnis des Immateriellen Kulturerbes in Österreich aufgenommen. 2011 erhielt er die Ehrenbürgerschaft seiner Heimatgemeinde Grünau im Almtal.

Beim Kongress der Europäischen Märchengesellschaft wurde Helmut Wittmann 2003 in Potsdam der „Deutsche-Volkserzähler-Preis“ verliehen. 2008 erhielt er den Autorenpreis der Lesetopia, Österreichs größter Lesemesse.
Mit der Teilnahme an internationalen Festivals wie der Styriarte, dem internationalen Storytellingfestival Austria, Graz Erzählt, Fabelhaft!Niederösterreich, der Jeunesses Musicales im Wiener Konzerthaus, den MärchenTagen Straßburg (F), Zauberwort Nürnberg (D), dem Deutschen Märchenfestival in Neukirchen-Vluyn (D), den 1. Mannheimer Märchentagen, der „Stadt der Märchen“ in Jičín (CZ), dem Museum Ritter (D), dem Tiroler Märchenfestival in den Swarovski Kristallwelten Wattens, mit Musikern des Hagen-Quartetts beim Hagen Open auf Burg Feistritz, dem Erzählkunstfestival MundArt (CH) und dem internationalen Storytellingfestival »Geschichtenoase« in Zürich (CH) wurde Wittmann überregional bekannt.
Im August 2012 wurde in Scharnstein. die Operette Cilli und der schwarze Graf mit Erfolg uraufgeführt. Die sechs Vorstellungen waren ausverkauft, es kamen über dreitausend Menschen. Helmut Wittmann entwickelte dazu die Geschichte und schrieb das Libretto; Hermann Miesbauer komponierte die Musik.

## Werke

### Bücher
- Sagenhaft Wandern im Salzkammergut. mit Tourenbeschreibungen von Sabina Haslinger, Servus Verlag by Beneventon Publishing, Salzburg 2023, ISBN 978-3-7104-0354-5.
- Das große österreichische Sagenbuch. Hg. von Helmut Wittmann; mit Texten von Wilhelm Kuehs, Bernhard Lins, Robert Preis, Folke Tegetthoff, Brigitte Weninger, Helmut Wittmann und Zeichnungen von Jakob Kirchmayr. Verlagsanstalt Tyrolia, Innsbruck 2022, ISBN 978-3-7022-4082-0.
- Von Drachenfrau und Zauberbaum – Das große österreichische Märchenbuch. Illustrationen Anna Vidyaykina. Verlagsanstalt Tyrolia, Innsbruck 2020, ISBN 978-3-7022-3868-1.
- Das Geschenk der zwölf Monate – Märchen, Bräuche und Rezepte im Jahreskreis. Mit Heidemarie und Ursula Wittmann; Illustrationen Agnes Ofner. Verlagsanstalt Tyrolia, Innsbruck 2018, ISBN 978-3-7022-3618-2.
- Wo der Glücksvogel singt – Volksmärchen und Schelmengeschichten zu allen Zeiten des Lebens. Erweiterte Neuauflage. Ibera Verlag, Wien 2017.
- Das Donausteig-Sagenbuch. Verlagsanstalt Tyrolia, Innsbruck 2011.
- Salzburger Sagen. Verlagsanstalt Tyrolia, Innsbruck 2009.
- Sagen aus Oberösterreich. Verlagsanstalt Tyrolia, Innsbruck 2008.
- Das grosse Buch der Österreichischen Volksmärchen. Ibera Verlag, Wien 2005.
- Von der Wundernachtigall – Zu den Quellen der Inspiration. DerKoenigVerlag, Wien 2002.
- Wo der Glücksvogel singt – Volksmärchen und Schelmengeschichten für ein ganzes Leben. Ibera Verlag, Wien 2000.
- Mythische Volksmärchen aus den Ländern der Donaumonarchie. Verlag C. Ueberreuter, Wien 1996.
- Volksmärchen aus dem alten Österreich. Verlag Ennstaler. Steyr 1990.
- Geschichten vom Zauberer Jackl. Verlag Geschichte der Heimat, Grünbach 1989.

### Tonträger
- CD. Von einem, der träumte ein Schmetterling zu sein. Oder umgekehrt? Geschichten vom Träumen. Mit Genoveva Kirchweger, Harfe, Raphael Trautwein, Gitarre, Posaune, Gesang.
- CD. Drachenhaut & Rosenmunden - Märchen von der Liebe. Mit drei zweisprachigen Erzählungen; mit Evelyn Mair (italienisch), Jasmina Maksimovic (serbisch) und Mehmet Dalkilic (türkisch), und Musik von »Ramsch & Rosen« (Julia Lacherstorfer, Geige, Gesang, Simon Zöchbauer, Zither, Trompete, Gesang).
- CD. Heilsame Geschichten - Überlieferungen vom wirklichen Leben. Begleitet von Aneta Marie Pichler, Harfe. 2011.
- CD. Erotische Märchen & Liederliche Lieder. Begleitet von Angela Stummer Harfe, sowie der Almtaler Dudelsackmusik. 2007.
- CD. Die Zauberflöte ~ Das Märchen. Mit den oberösterreichischen Bläsersolisten. 2006.
- CD. Wintermärchen. Zaubermärchen und Sagen. Musikalisch begleitet von Eleonora Giesmann, Harfe, und dem Dudelsack-Geigen-Duo. 2004.
- CD. Gescheit~Dumm. Zweisprachig türkisch-österreichisch, im Dialog erzählt von Mehmet Dalkilic und Helmut Wittmann. 2003.
- CD. Goldapfel & Zaubergoaß. Volksmärchen und Kinderlieder zum Mitsingen. Zusammen mit der Kremsmünsterer Bock- und Leiermusik, dem Chor der Unerschrockenen Kinder und Eleonora Giesmann, Harfe. 2003.
- CD. Zaubermärchen, Vol. 2. Begleitet von Angela Stummer, Harfe. 2003
- CD & MC. Zaubermärchen, Vol. 1, 1997, musikalisch begleitet von Doris Zeillinger auf der keltischen Harfe.
- MC. Schelmengeschichten vom weisen Narren Nasreddin Hodscha. Mit türkischer Musik der Gruppe Tümata,  Istanbul, und der Kremsmünsterer Bock- und Leiermusik, Österreich. 1992.
- MC. Schaurig-schöne Alpenmärchen. Volksmärchen und Volksmusik mit der Hohtraxler Sprungschanzenmusik und dem Möderndorfer Leiergeigenduo. 1991.
- MC. Helmut Wittmann: Geschichten vom Zauberer Jackl (= Edition Geschichte der Heimat). Grünbach, 1990, ISBN 3-900943-06-0.